# ادگار اشنایدر
ادگار اشنایدر (انگلیسی: Edgar Schneider؛ زادهٔ ۱۷ اوت ۱۹۴۹) بازیکن فوتبال اهل آلمان است.
از باشگاه‌هایی که در آن بازی کرده‌است می‌توان به باشگاه فوتبال بایرن مونیخ و باشگاه فوتبال آگسبورگ اشاره کرد.